# Baroniet Wilhelmsborg
Baroniet Wilhelmsborg var et dansk baroni oprettet 18. september 1673 for Vilhelm Marselis Gyldenkrone af hovedgården Vilhelmsborg (Wilhelmsborg). Senere tilføjelser er gårdene Mariendal og Sofienberg.
Baroniet havde flere gange økonomiske problemer og blev erklæret fallit i både 1788 og 1821.
Baroniets enkesæde var gården Stenege, som var etableret 1858 (med bygninger opført 1870) af baron Frederik "Fritz" Güldencrone. Efter hans død 1898 købte lensbaron Ove Gyldenkrone Stenege og lagde den under baroniet.
Baroniet blev opløst efter lensafløsningen i 1919, og i 1921 overgik den båndlagte herregård til fri personlig ejendom. I 1923 solgte Holger Gyldenkrone-Rysensteen godset til forpagter L.N.C. Hviid på Vosnæsgård. Hviid solgte i 1926 enkesædet Stenege til konsul Sardemann
Der er i 2007, på foranledning af lensbaron Erik Gyldenkrone-Rysensteen, der er den 12. og sidste i rækken med titel af lensbaron til baroniet Vilhelmsborg, opsat en mindesten ved indkørslen til Vilhelmsborg hovedbygning til minde om baroniet og med navnene på de ti baroner, der har siddet på Vilhelmsborg som lensbaroner.

## Lensbesiddere
1. 1673-1683: Vilhelm Güldencrone (1634-1683)
2. 1683-1746: Christian Güldencrone (1676-1746)
3. 1746-1747: Vilhelm Güldencrone (1701-1747)
4. 1747-1753: Matthias Güldencrone (1703-1753)
5. 1753-1788: Frederik Güldencrone (1741-1788)
6. 1788-1824: Frederik Julius Christian Güldencrone (1765-1824)
7. 1824-1863: Ove Güldencrone (1795-1863)
8. 1863-1895: Carl Güldencrone (1833-1895)
9. 1895-1920: Ove Gyldenkrone (1869-1921)
10. 1920-1921: Holger Gyldenkrone-Rysensteen (1873-1927)